# Въоръжени сили на Турция
Турските въоръжени сили (Въоръжени сили на Турция и Севернокипърска турска република) се състоят от сухопътни войски, военноморски флот и военновъздушни сили, подчинение на военното министерство. Граничните войски и бреговата охрана са на подчинение на МВР.
Със своите 647 993 души в редовни формирования, турската армия е девета в света по численост и втора в НАТО след тази на САЩ. Полупрофесионална. На военна повинност подлежат всички мъже, навършили 20-годишна възраст, доброволци от 18 г., жените – на нестроеви, медицински, тилови и щабни длъжности, срокът е от 6 до 15 месеца според образованието след уволнението им до 45-годишна възраст са военнозадължени. На мобилизация подлежат всички мъже на възраст от 16 до 60 г. и жени възраст от 20 до 45 години.
Запасни: 1-ви призив (до една година след уволнение), 2-ри (до 41-годишни) и 3-ти (41 – 60 годишни) – 3 000 000 мъже.
Население на възраст 16 – 49 г. (2010): мъже 21 079 077 (2010), жени – 20 558 696

Годни за военна служба на възраст 16 – 49 г. (2010): мъже 17 664 510, жени 17 340 816

Навършващи наборна възраст всяка година (2010): мъже 700 079, жени 670 328

Турция отделя за отбрана над 6% от своя БВП.
През втората половина на 20 век турските въоръжени сили играят важна роля във вътрешната политика на Турция, където участват в няколко военни преврати, най-вече с цел опазване светския характер на държавата.

## Войни
- Операция мир 1985

## Въоръжени сили

### Сухопътни войски
Състав 391 000 души. Съществува план за обединяването на 1-ва и Егейска армия от една страна и 2-ра и 3-та Армия от друга в съответно Западно и Източно оперативно командвания. Към момента планът не е приведен в действие и липсва информация дали е отложен във времето, или е отменен.
Командване на сухопътните войски (Kara Kuvvetleri Komutanlığı – KKK) (Анкара)
- 1-ва Армия (казарми Селимийе, Юскюдар, Истанбул)
  - 2-ри Корпус (Гелиболу, Чанаккале)
    - 4-та Механизирана пехотна бригада (Кешан)
    - 8-а Механизирана пехотна бригада (Текирдаг)
    - 18-а Механизирана пехотна бригада (Ортакьой)
    - 95-а Бронетанкова бригада (Малкара)
    - 102-ри Артилерийски полк (Узункьопрю)
    - 5-и Полк командос (о. Гьокчеада)
    - Корпусен инженерно-сапьорен полк (Гелиболу)

  - 3-ти Корпус (Корпус за бързо реагиране на НАТО – Турция) (Шишли, Истанбул)
    - 52-ра Бронетанкова дивизия (Хадъмкьой, Истанбул)
      - 2-ра Бронетанкова бригада (Картал, Истанбул)
      - 66-а Механизирана пехотна бригада (Истанбул)

    - 23-та Моторизирана пехотна дивизия (Хасдал, Истанбул)
      - 6-и Моторизиран пехотен полк (Хасдал, Истанбул)
      - 23-ти Моторизиран пехотен полк (Самандъра, Истанбул)
      - 47-и Моторизиран пехотен полк (Метрис, Истанбул)

  - 5-и Корпус (Чорлу, Текирдаг)
    - 1-ва Бронетанкова бригада (Бабаески)
    - 3-та Бронетанкова бригада (Черкезкьой)
    - 54-та Механизирана пехотна бригада (Одрин)
    - 55-а Механизирана пехотна бригада (Сюлоолу)
    - 65-а Механизирана пехотна бригада (Люлебургаз)
    - Корпусен бронеразузнавателен батальон (Улаш)
    - 105-и Артилерийски полк (Чорлу)
    - Корпусен инженерно-сапьорен полк (Пънархисар)
- 2-ра Армия (Малатя)
  - 4-ти Корпус (Мамак)
    - 28-а Механизирана пехотна бригада (Мамак)
    - 58-а Артилерийска бригада (Полатлъ)
    - 1-ва Бригада командос (Талас)
    - 2-ра Бригада командос (Болу)
    - Президентски гвардейски полк (Чанкая, Анкара)

  - 6-и Корпус (Юрейир, Адана)
    - 5-а Бронетанкова бригада (Газиантеп)
    - 39-а Механизирана пехотна бригада (Искендерун)
    - 106-и Артилерийски полк (Ислахийе)
    - 5-и Батальон командос (Искендерун)

  - 7-и Корпус (Йенишехир)
    - 3-та Пехотна дивизия (Юкшекова)
    - 34-та Погранична бригада (Шемдинли)
    - 16-а Механизирана пехотна бригада (Диярбакър)
    - 20-а Бронетанкова бригада (Шанлъурфа)
    - 70-а Механизирана пехотна бригада (Мардин)
    - 172-ра Бронетанкова бригада (Силопи)
    - 2-ра Моторизирана пехотна бригада (Лидже)
    - 6-а Моторизирана пехотна бригада (Акчай)
    - 3-та Бригада командос (Сиирт)
    - Хаккарска ланинска бригада командос (Хаккари)
    - 107-и Артилерийски полк (Сиверек)
- 3-та Армия (Ерзинджан)
  - 8-и Корпус (Елазъъ)
    - 1-ва Механизирана пехотна бригада (Доубеязът)
    - 12-а Механизирана пехотна бригада (Ааръ)
    - 4-та Бригада командос (Тунджели)
    - 10-а Бригада командос (Татван)
    - 49-а Бригада командос (Бингьол)
    - 17-а Моторизирана пехотна бригада (Кийъ)
    - 51-ва Моторизирана пехотна бригада (Хозат)
    - 108-и Артилерийски полк (Ерджиш)

  - 9-и Корпус (Якутийе, Ерзурум)
    - 9-а Пехотна дивизия (Карс)
    - 4-та Бронетанкова бригада (Паландьокен)
    - 14-а Механизирана пехотна бригада (Карс)
    - 25-а Механизирана пехотна бригада (Ардахан)
    - 9-а Моторизирана пехотна бригада (Саръкамъш)
    - 48-а Моторизирана пехотна бригада (Трабзон)
    - 109-и Артилерийски полк (Ерзурум)
- Егейска армия (Измир)
  - „Кипърски турски мироопазващи сили“
    - 14-а Бронетанкова бригада (Дегирменлин, Никозия)
    - 28-а Механизирана пехотна дивизия (Пашакьой, Кирения)
    - 39-а Механизирана пехотна дивизия (Чамлъбел, Морфу)
    - 109-и Артилерийски полк
    - 49-и Полк специални сили
    - 41-ви Полк командос
    - 190-и Батальон морска пехота
    - Свързочен батальон
    - Батальон военна полиция
    - Група за логистична поддръжка (Кирения)

  - 11-а Механизирана пехотна бригада (Денизли)
  - 19-а Пехотна бригада (Едремит)
  - 1-ва Учебна пехотна бригада (Маниса)
  - 3-та Учебна пехотна бригада (Анталя)
  - 2-ри Пехотен полк (Муула)
  - 57-а Учебна артилерийска бригада (Измир)
- Командване за доктрина и обучение (Анкара)
  - 15-а Пехотна бригада (Кьошекьой, Измит)
  - Медицинско училище „Сахра“ (Самсун)
  - Военен лицей „Кулели“ (Истанбул)
- Логистично командване (Анкара)
- Висше военно училище на сухопътните войски (Анкара)
- Сержантско техническо училище на сухопътните сили (Балъкесир)
- Командване на армейската авиация (армейска авиобаза Гюверджинлик, Анкара)
  - Учебен център на армейската авиация (армейска авиобаза Гюверджинлик, Анкара)
  - 5-и Основен авиоремонтен завод (армейска авиобаза Гюверджинлик, Анкара)
  - 1-ви Полк армейска авиация (армейска авиобаза Гюверджинлик, Анкара)
  - 2-ри Полк армейска авиация (аерогара Ерхач, Малатя)
  - 3-ти Полк армейска авиация (армейска авиобаза Газиемир, Измир)
  - 4-ти Полк армейска авиация (армейска авиобаза Самандъра, Истанбул)
  - 7-а Група армейска авиация (армейска авиобаза Диярбакър)
  - Авиационно командване на Кипърските турски мироопазващи сили (армейска авиобаза Илкер Картер, Пънарбашъ, Северен Кипър)
  - директно подчинени на Генералния щаб на турските въоръжени сили (армейска авиобаза Гюверджинлик, Анкара):
    - Специална авиационна група
    - Авиогрупа на Главното топографско командване
    - Централно командване за безпилотни летателни апарати (армейска авиобаза Батман)
    - Авиогрупа за радио-електронни системи на Генералния щаб (преподчинена през 2011 г. на Националната разузнавателна служба MİT)

### Оборудване
4263 танка, 812 САУ, 6398 бронетранспортьора, 449 хеликоптера и пр.
- ОБТ Митюп (проект за турски ОБТ) – 0
- ОБТ Леопард 2А4 – 339
- ОБТ Леопард 1 – 393, от всички варианти
- ОБТ М60 – 935, от всички варианти
- ОБТ М48 – 1450 от всички варианти + 1200 в резерв
- ОБТ Sabra Mark III – 170
- Самоходна артилерия T-155 Fırtına – 228 (общо 350 ще бъдат произведени)
- Самоходна артилерия M-110 – 219
- Самоходна артилерия M52T – 365
- бойна машина на пехотата M-113 – 3162
- бронетранспортьор БТР-80 – 240
- бойна машина на пехотата FNSS ACV-300 – 1698
- бойна машина на пехотата FNSS Pars (8x8) – 52
- бойна машина на пехотата Отокар Явуз (8x8) – 100
- бойна машина на пехотата Отокар Кобра (4x4) – 481
- бойна машина на пехотата Отокар Акреп (4x4) – 665
- Вертолет Sikorsky S-70A Blackhawk – 100 от всички варианти
- Вертолет Блекхоук – 73, от всички варианти
- Вертолет Eurocopter AS-532 – 28
- Вертолет Bell 206 – 28
- Вертолет Bell UH-1 – 178
- Вертолет Бел AH-1 Кобра – 33, от всички варианти
- Вертолет Бел AH-1 Super Кобра – 9
- Вертолет Agusta T-129 – 0 (проект за турски хеликоптер – 92)
- Вертолет AH-64 Apache – 0 (10 поръчани)
- Квазибалистична ракета Йълдъръм I – 36, с обсег 250 км
- Квазибалистична ракета Йълдъръм II – ?, с обсег 300 км
- Залпова ракетна установка М270 – 12
- Залпова ракетна установка T-122 – 130
- Залпова ракетна установка TR-300 Kasırga – 100

### Военновъздушни сили
До 1 август 2014 г. бойните подразделения на турските ВВС са организирани в 1-ва (западна) и 2-ра (източна) Въздушна сила (по същество въздушни армии). На тази дата са обединени в общо бойно и ПВО командване. В списъка от началото до 15-а Главна зенитно-ракетна база включително са подразделенията на бившата 1-ва Въздушна сила, а след това до 8-а Главна реактивна авиобаза включително – тези на бившата 2-ра Въздушна сила.
Командване на Военновъздушните сили (Hava Kuvvetleri Komutanlığı – HKK) (Анкара)
- Главно командване на въздушните сили и зенитно-ракетната отбрана (1-ва Главна реактивна авиобаза Ескишехир)
  - 1-ва Главна реактивна авиобаза Ескишехир
    - 111-а Изтребителна авиоескадрила „Пантера“ (F-4E 2020)
    - 112-а Изтребителна авиоескадрила „Дявол“ (разпусната в очакване на F-35A)
    - 201-ва Щабна авиоескадрила „Дързост“ (CN235M-100, AS532AL)
    - 401-ва Изпитателна авиоескадрила (F-16C Block 30/ D Block 40TM)

  - 3-та Главна реактивна авиобаза Коня
    - 132-ра Изтребителна авиоескадрила „Кама“ (F-16C/D Block 50)
    - 131-ва Авиоескадрила за далечно радио-локационно откриване и управление „Дракон“ (Е-7Т Wedgetail)
    - 133-та Въздушно-демонстративна авиоескадрила „Турски звезди“ (NF-5A/B)
    - 135-а Щабна и за търсене и спасяване авиоескадрила „Огън“ (AS532AL, CN235M-100, UH-1H)

  - 4-та Главна реактивна авиобаза Акънджъ (Анкара)
    - 141-ва Изтребителна авиоескадрила „Вълк“ (F-16C Block 50/50+/ D 50ТМ)
    - 142-ра Изтребителна (разузнавателна) авиоескадрила „Газела“ (F-16C/D Block 30TM/ 50TM)
    - 143-та Изтребителна авиоескадрила „Предшественик“ (F-16 C/D Block 30/ 50)

  - 6-а Главна реактивна авиобаза Бандърма
    - 161-ва Изтребителна авиоескадрила „Прилеп“ (F-16 C/D Block 40TM/ 50+)
    - 162-ра Изтребителна авиоескадрила „Харпун“ (F-16 C/D Block 40TM)
    - Щабно и за търсене и спасяване авиозвено на 6-а Авиобаза (AS532AL)

  - 9-а Главна реактивна авиобаза Балъкесир
    - 191-ва Изтребителна авиоескадрила „Кобра“ (F-16 C/D Block 40TM/ 50TM)
    - 192-ра Изтребителна авиоескадрила „Тигър“ (F-16 C/D Block 40TM)

  - 15-а Главна зенитно-ракетна бригада (Алемдаг, Истанбул)
    - 9 зенитно-ракетни ескадрили за противо-въздушна отбрана на Истанбул (ЗРК Nike-Hercules)

  - 5-а Главна реактивна авиобаза Мерзифон (Амася)
    - 151-ва Изтребителна авиоескадрила „Кобра“ (F-16C/D Block 50TM)
    - 152-ра Изтребителна авиоескадрила „Акънджия“ (F-16C/D Block 30/30TM/40TM)
    - Щабно и за търсене и спасяване авиозвено на 5-а Авиобаза „Ангел“ (AS532AL)

  - 7-а Главна реактивна авиобаза Ерхач (Малатя)
    - 171-ва Изтребителна авиоескадрила „Корсар“ (F-4Е 2020)
    - 172-ра Изтребителна авиоескадрила „Боец“ (в очакване на F-35A)
    - 173-та Авиоескадрила бойни БЛА „Изгрев“ (RF-4E/TM, снети от въоръжение)
    - Щабно и за търсене и спасяване авиозвено на 7-а Авиобаза „Бурак“ (AS532AL)

  - 8-а Главна реактивна авиобаза Диярбакър
    - 181-ва Изтребителна авиоескадрила „Барс“ (F-16C/D Block 40TM/ 50+)
    - 182-ра Изтребителна авиоескадрила „Акънджия“ (F-16C/D Block 40TM)
    - 202-ра Щабна авиоескадрила „Акула“ (CN235M-100, AS532AL)

  - 14-а Главна авиобаза за безпилотни летателни апарати Батман
    - 8-а Авиационна площадка на 14-а Авиобаза
      - 2-ра Авиоескадрила БЛА „Сянка“ (Heron 1 „Gozcu 1“, Harpy I, Bayraktar TB2)

  - 10-а Авиобаза за въздушни танкери Инджирлик (Адана)
    - 101-ва Авиоескадрила за дозареждане с гориво „Асена“ (KC-135R)

  - резервни летателни площадки (Муш, Ааръ, Сивас, Ерзурум, Акхисар, Даламан, Афйон, Чорлу)
  - подразделения, подчинени директно на Командването на ВВС
- Учебно авиационно командване (Газиемир, Измир)
  - 2-ра Главна реактивна учебна авиобаза Чийли (Измир)
    - 121-ва Учебна авиоескадрила за реактивно летателно обучение „Пчела“ (T-38M Talon)
    - 122-ра Учебна авиоескадрила за основно летателно обучение „Скорпион“ (KT-1T)
    - 124-та Учебна авиоескадрила за обучение на инструктори (T-38A, KT-1T, SF-260D)
    - 123-та Учебна авиоескадрила за начално летателно обучение „Пиленца“ (SF-260D) (авиобаза Каклъч/ Чийли – Запад, Измир)
    - 125-а Учебна авиоескадрила за авиотранспорт и търсене и спасяване „Чудовище“ (CN-235M-100, AS.532AL, UH-1H) (авиобаза Каклъч/ Чийли – Запад, Измир)

  - Висше военно училище на военновъздушните сили (Истанбул)
    - Авиационна площадка Йешилкьой (Международно летище Истанбул – Ататюрк)
      - 5-а Ескадрила (Авиозвено „Врабче“) (Cessna Т-41D Mescallero)(лети от летище Ялова)

    - Лагер за безмоторно летене Ялова (SZD50-3 Puchacz)
      - Щабно и за търсене и спасяване авиозвено (UH-1H)

  - Военновъздушен лицей „Ъшъклар“
  - Главно командване на сержантските училища и техническите учебни центрове на ВВС (Газиемир, Измир)
  - Учебна бригада на ВВС (Кютахя)
  - Учебна новобранска бригада и езикова школа на ВВС (Газиемир, Измир)
- Логистично авиационно командване (Етимесгут, Анкара)
  - 11-а Главна въздушнотранспортна авиобаза Етимесгут (Анкара)
    - 211-а Авиоескадрила за въздушен транспорт и авиомедицинска евакуация „Пътешественик“ (CN235M-100)
    - 212-а Специална авиоескадрила „Ястреб“ (Ce560/ Ce650, Gulfstream IV, G550, UH-1H, CN235M-100, A319, A330)
    - Авиогрупа за радио-електронно разузнаване и радио-електронна война на Генералния щаб (CN235EW (ELINT/SIGINT))
    - Авиогрупа на Националната разузнавателна служба MIT (Ce650, CL-600)

  - 12-а Главна въздушнотранспортна авиобаза Еркилет (Кайсери)
    - 221-ва Въздушнотранспортна авиоескадрила „Бриз“ (A400M, C-160D)
    - 222-ра Въздушнотранспортна авиоескадрила „Пламък“ (C-130B/E)

  - 1-ви Ремонтен и снабдителен център (авиобаза Ескишехир)
  - 2-ри Ремонтен и снабдителен център (авиобаза Еркилет, Кайсери)
  - 3-ти Ремонтен и снабдителен център (авиобаза Етимесгут, Анкара)
  - Музей на ВВС (Истанбул)

### Военноморски сили
Състав 48 600 души, 215 военноморски съда вкл. 14 подводници, 19 фрегати, 7 корвети; военноморска авиация 75 единици – 26 самолета и 49 хеликоптера.
Командване на военноморските сили (Türk Deniz Kuvvetleri Komutanlığı – TDKK) (Анкара)
- Командване за подводно нападение (Sualtı Taarruz Komutanlığı (SAT Komando)) (специални сили)
- Командване на флота
  - Северно военноморско оперативно съединение (ВМБ Гьолджук, Коджаели)
    - 1-ва Флотилия разрушители
    - 3-та Флотилия разрушители
    - 5-а Флотилия разрушители
    - 1-ва Флотилия ракетни катери
    - 2-ра Флотилия ракетни катери

  - Западно военноморско оперативно съединение (ВМБ Фоча, Измир)
    - 1-ва Флотилия корвети
    - 2-ра Флотилия корвети
    - 3-та Флотилия ракетни катери

  - Южно военноморско оперативно съединение (ВМБ Аксаз, Муула)
    - 2-ра Флотилия разрушители
    - 4-та Флотилия разрушители
    - 4-та Флотилия ракетни катери
    - Универсален снабдителен кораб А580 „Акар“
    - Хидрографски и океанографски кораб А588 „Чандарлъ“

  - Подводна ескадра (ВМБ Гьолджук, Коджаели)
    - 1-ва Флотилия подводни лодки
    - 2-ра Флотилия подводни лодки
    - 3-та Флотилия подводни лодки
    - Учебен център за подводничари

  - Минна ескадра (ВМБ Ердек, Балъкесир)
    - 1-ва Флотилия минни ловци
    - 2-ра Флотилия минни ловци
    - Център за поддръжка на минната война

  - Командване на военноморската авиация (военноморска авиобаза Дженгиз Топел, Коджаели)
    - 301-ва Морска патрулна авиоескадрила „Чайка“ (CN235M-100MPA, ATR72-600MUA/ MPA, TB-20)
    - 351-ва Корабна противо-лодъчна вертолетна ескадрила „Делфин“ (S-70B-8, AB212EW/ ASW)
    - 352-ра Корабна противо-лодъчна вертолетна ескадрила (S-70B-8)

  - Комодор на корабите за логистична поддръжка (ВМБ Гьолджук, Коджаели)
- Командване на северния военноморски окръг (Истанбул)
  - Командване на Истанбулския пролив (Анадолукаваъ, Истанбул)
  - Командване на пролива Чанаккале (Нара, Чанаккале)
  - Командване на черноморския район (Карадениз Ереели, Зонгулдак)
  - Командване за спасяване и водолазно дело (Бейкоз, Истанбул)
    - Водолазна група за спасяване
    - Група за подводна отбрана (Sualtı Savunma Grup Komutanlığı (S.A.S)) (противодиверсионни специални сили)

  - Дирекция за навигация, хидрография и океанография (Чубуклу, Истанбул)
  - Военноморски музей (Бешикташ, Истанбул)
- Командване на южния военноморски окръг (Измир)
  - Амфибийна оперативна група (Фоча, Измир)
    - Амфибийна бригада морска пехота
    - Командване на амфибийните кораби и съдове

  - Военноморска база Аксаз (Мармарис)
  - Измирски кораборемонтен завод (Измир)
  - Командване на средиземноморския район (Мерсин)
  - Военноморска база Искендерун (Хатай)
- Военноморско командване за обучение и подготовка (Бейлербей, Истанбул)
  - Комодор на флотилията учебни кораби и съдове
  - Висше военно училище на военноморските сили (Тузла, Истанбул)
  - Сержантско и езиково училище на военноморските сили (Карамюрсел, Ялова)
  - Военноморски лицей (Хейбелиада, Истанбул)
  - Учебен център „Карамюрселбей“ (Карамюрсел, Ялова)
  - Учебен център „Звезди по морската повърхност“ (Гьолджук, Коджаели)
  - Учебен център „Дериндже“ (Дериндже, Коджаели)

- Подводници клас Гюр - 4
- Подводници клас Атълай - 6
- Подводници клас Превезе - 4
- морско-патрулни и военно-транспортни самолети CN-235-100M – 9
- морско-патрулни и военно-транспортни самолети ATR 72 – 10
- учебни самолети SOCATA TB-20 – 7
- Вертолет Sikorsky S-70 Seahawk – 24
- Вертолети Bell 212 – 14
- Вертолети Bell 412 – 8
- Вертолети Bell 204 – 3
- Фрегати клас Салих Реис – 2
- Фрегати клас Барбарос – 2
- Фрегати клас Явуз - 4
- Фрегати клас Оливър Хазард Пери - 8
- Фрегати клас Тепе - 2
- Корвети клас Ada (общо 8 ще бъдат изградени като част от проекта Milgem) – 1
- Корвети клас д'Естиен д'Орв – 6

### Командване на специалните сили
Командването на специалните сили (на турски: Özel Kuvvetler Komutanlığı), известни също и като „Баретите цвят бордо“ (Bordo Bereliler) са най-елитната организация на турските въоръжени сили. Набирани са на доброволен принцип от състава на трите основни вида въоръжени сили (СВ, ВВС и ВВС) и преминават изключително тежка четиригодишна подготовка. Нямат нищо общо с бригадите и полковете командос на сухопътните войски, които са набирани сред наборните военнослужещи. Командирът е подчинен директно на Генералния щаб на турските въоръжени сили и е офицер с чин „корпусен генерал“ (генерал-лейтенант). Приблизителната численост на командването е 6000 души и то разполага със собствени логистични подразделения, както и със собствено авиационно подразделение с транспортно-десантни самолети CASA CN.235M-100 и вертолети S-70A-28 Blackhawk, както и шпионски самолети Beech 350ISR, базирани в армейска авиобаза Гюверджинлик – Анкара, което го превръща в напълно автономно по отношение на операциите си спрямо трите вида въоръжени сили. В рамките на специалните сили има отделно одразделение, което представлява елита им.
- Командване на специалните сили (Анкара)
  - Специални сили
    - Отряд за бойно търсене и спасяване (Muharebe Arama Kurtarma – МАК)

  - Авиогрупа на специалните сили
  - логистични подразделения

### Жандармерия (към турското МВР)
142 018 с 59 100 души специализиран персонал, 1524 бойни машини и 57 хеликоптера
Главно командване на жандармерията (Jandarma Genel Komutanlığı – JGK) (Анкара)
- Жандармерийски корпус за обществена сигурност (Ван)
  - Жандармерийска бригада командоси (Чакърсьооют, Шърнак)
  - 23-та Жандармерийска дивизия за сигурност (Шърнак)
  - 21-ва Жандармерийска дивизия за сигурност (Юксекова, Хаккари)
- Жандармерийско учебно командване
  - 2-ра Жандармерийска учебна бригада (Биледжик)
  - 3-та Жандармерийска учебна бригада (Зонгулдак)
  - 4-та Жандармерийска учебна бригада (Фоча, Измир)
- Жандармерийско логистично командване (Гюверджинлик, Анкара)
- Жандармерийско авиационно командване (Гюверджинлик, Анкара)
- Жандармерийски окръг Адана
  - Жандармерийски район Адана
  - Жандармерийски район Адъяман
  - Жандармерийски район Газиантеп
  - Жандармерийски район Хатай
  - Жандармерийски район Мерсин
  - Жандармерийски район Кахраманмараш
  - Жандармерийски район Килис
  - Жандармерийски район Османийе
- Жандармерийски окръг Анкара
  - Жандармерийски район Анкара
  - Жандармерийски район Болу
  - Жандармерийски район Чанкъръ
  - Жандармерийски район Ескишехир
  - Жандармерийски район Къръккале
- Жандармерийски окръг Айдън
  - Жандармерийски район Айдън
  - Жандармерийски район Денизли
  - Жандармерийски район Измир
  - Жандармерийски район Маниса
  - Жандармерийски район Муула
  - Жандармерийски район Ушак
- Жандармерийски окръг Батман
  - Жандармерийски район Батман
  - Жандармерийски район Битлис
  - Жандармерийски район Хаккари
  - Жандармерийски район Сиирт
  - Жандармерийски район Шърнак
  - Жандармерийски район Ван
- Жандармерийски окръг Бурса
  - Жандармерийски район Бурса
  - Жандармерийски район Балъкесир
  - Жандармерийски район Биледжик
  - Жандармерийски район Чанаккале
  - Жандармерийски район Кютахя
  - Жандармерийски район Ялова
- Жандармерийски окръг Диярбакър
  - Жандармерийски район Диярбакър
  - Жандармерийски район Мардин
  - Жандармерийски район Шанлъурфа
- Жандармерийски окръг Ерзурум
  - Жандармерийски район Ерзурум
  - Жандармерийски район Ааръ
  - Жандармерийски район Ардахан
  - Жандармерийски район Артвин
  - Жандармерийски район Байбурт
  - Жандармерийски район Ерзинджан
  - Жандармерийски район Ъъдър
  - Жандармерийски район Карс
- Жандармерийски окръг Гиресун
  - Жандармерийски район Гиресун
  - Жандармерийски район Ризе
  - Жандармерийски район Орду
  - Жандармерийски район Гюмюшхане
  - Жандармерийски район Самсун
  - Жандармерийски район Трабзон
- Жандармерийски окръг Истанбул
  - Жандармерийски район Истанбул
  - Жандармерийски район Одрин
  - Жандармерийски район Люлебургаз
  - Жандармерийски район Коджаели
  - Жандармерийски район Текирдаг
  - Жандармерийски район Сакаря
  - Жандармерийски район Дюздже
- Жандармерийски окръг Кастамону
  - Жандармерийски район Кастамону
  - Жандармерийски район Синоп
  - Жандармерийски район Зонгулдак
  - Жандармерийски район Бартън
  - Жандармерийски район Карабюк
- Жандармерийски окръг Кайсери
  - Жандармерийски район Кайсери
  - Жандармерийски район Невшехир
  - Жандармерийски район Нийде
  - Жандармерийски район Кършехир
  - Жандармерийски район Йозгат
  - Жандармерийски район Аксарай
  - Жандармерийски район Малатя
- Жандармерийски окръг Коня
  - Жандармерийски район Коня
  - Жандармерийски район Афьонкарахисар
  - Жандармерийски район Анталя
  - Жандармерийски район Бурдур
  - Жандармерийски район Испарта
  - Жандармерийски район Караман
- Жандармерийски окръг Тунджели
  - Жандармерийски район Тунджели
  - Жандармерийски район Бингьол
  - Жандармерийски район Елазъъ
  - Жандармерийски район Муш
- Жандармерийски окръг Токат
  - Жандармерийски район Токат
  - Жандармерийски район Амася
  - Жандармерийски район Чорум
  - Жандармерийски район Сиваш
- Жандармерийско командване на училищата (Бейтепе, Анкара)
- Жандармерийско инфраструктурно командване (Гюверджинлик, Анкара)

### Брегова охрана (към турското МВР)
13 782 души със 124 кораба, плюс по-малки съдове и 24 хеликоптера.
Командване на бреговата охрана (Sahil Güvenlik Komutanlığı) (Анкара)
- Командване на окръг Мраморно море и проливи (Истанбул)
  - Група на бреговата охрана Истанбул
  - Специална оперативна група на бреговата охрана на остров Имралъ
  - Група на бреговата охрана Южно Мраморно море
  - Група на бреговата охрана проток Чанаккале
  - Командване за поддръжка за района на Мраморно море и проливите на бреговата охрана (Истанбул)
    - Районно командване на бреговата охрана Саръйер, Истанбул
      - Централна станция на бреговата охрана Саръйер (Йенимахале, Истанбул)

    - Районно командване на бреговата охрана Бешикташ, Истанбул
      - Централна станция на бреговата охрана Истинйе (Истинйе, Истанбул)

    - Районно командване на бреговата охрана Тузла, Истанбул
      - Централна станция на бреговата охрана Тузла (Тузла, Истанбул)

    - Районно командване на бреговата охрана Бакъркьой, (Атакьой, Истанбул)
      - Централна станция на бреговата охрана Атакьой (марина Атакьой, Истанбул)

    - Районно командване на бреговата охрана Кефкен, Коджаели
    - Станция за брегово наблюдение на бреговата охрана (MOBESE=SGRS) (Истанбул)
- Командване на окръг Черно море (Самсун)
  - Група на бреговата охрана Трабзон
  - Група на бреговата охрана Амасра
  - Командване за поддръжка за района на Черно море на бреговата охрана
  - Командване за снабдяване на бреговата охрана
- Командване на окръг Егейско море (Измир)
  - Група на бреговата охрана Мармарис
  - Командване за поддръжка за района на Егейско море на бреговата охрана
    - Радиостанция на бреговата охрана (104.7 mhz) (Измир)
- Командване на окръг Средиземно море (Мерсин)
  - Група на бреговата охрана Анталя
  - Група на бреговата охрана Искендерун
- Авиационно командване на бреговата охрана (Мерсин)
  - Авиационна група на бреговата охрана Самсун
  - Авиационна група на бреговата охрана Анталя
- Командване за обучение и подготовка на бреговата охрана (Анталя)
  - Учебно командване на бреговата охрана
  - Център за подготовка на бреговата охрана
- Снабдителен център на бреговата охрана

## Галерия
- Морски командоси
- F-35 Lightning
- Турска корвета Хейбелиада.
- Автомобил Кобра.
- Лодка на брегова охрана в Босфора.
- T-122 Sakarya, артилерийска ракета.
- Произведен в Турция, Еърбъс А400М Атлас.
- Турски хелкоптер Т129 ATAK
- Самоходна гаубица T-155 Panter